# Nguyễn Phúc Miên Sách
Nguyễn Phúc Miên Sách (chữ Hán: 阮福綿𡩡; 11 tháng 12 năm 1839 – 27 tháng 1 năm 1856) là một hoàng tử con vua Minh Mạng nhà Nguyễn trong lịch sử Việt Nam. Ông mất sớm nên không được phong tước.

## Tiểu sử
Hoàng tử Miên Sách sinh ngày 6 tháng 3 (âm lịch) năm Kỷ Hợi (1839), là con trai thứ 77 của vua Minh Mạng, mẹ là Tứ giai Huệ tần Trần Thị Huân. Hoàng tử là con thứ 14 của bà Huệ tần.
Năm Minh Mạng thứ 21 (1840), vua cho đúc các con thú bằng vàng để ban thưởng cho các hoàng thân anh em, các hoàng tử công và hoàng tử chưa được phong tước. Hoàng tử Miên Sách được ban cho một con hải mã bằng vàng nặng 3 lạng 4 đồng cân.
Năm Tự Đức thứ 8, Ất Mão (năm dương lịch là 1856), ngày 20 tháng 12 (âm lịch), Miên Sách qua đời, hưởng dương 17 tuổi. Ông không được ban tên thụy, cũng không được truy phong tước vị nào cả. Mộ của ông được táng tại Dương Xuân bên cạnh lăng hoàng tử thứ 55 Miên Kiền (đường Vũ Ngọc Phan phường Thủy Xuân, Huế). Năm Đồng Khánh thứ nhất (1886), hoàng tử Miên Sách được hợp thờ ở đền Triển Thân.
Tháng 7 (âm lịch) năm Thiệu Trị thứ 5 (1845), hoàng tử Miên Sách được ban cho bộ chữ Hựu (又) để đặt tên cho các con cháu trong phòng, nhưng tiếc rằng ông mất sớm không có con nối dõi nên bộ chữ đó không được sử dụng đến.